# Oxihemoglobina
La hemoglobina tiene 2 subunidades de cadenas polipéptidas: subunidad α y la subunidad β, cada una con dos cadenas polipéptidas.
Cada cadena polipéptida (globina) está unida a un anillo HEM (también llamados anillos pirrólicos), el cual tiene en su interior un átomo de hierro. 
El O
2 se asocia al átomo de hierro del anillo hemo.
Con una menor concentración de O
x la Hb no suelta el O
x (curva de disociación de la oxihemoglobina), a medida que la oxihemoglobina se acerca a las células del cuerpo, empieza a soltar el O
x
Medio con O
x
Hb + O
2 → HbO
2
Medio sin O
x
HbO
2 → Hb + O
2
Sucede algo similar con el carboxihemoglobina que una parte se asocia con la Hb (Hb + CO
2 →  HbCO
2) y el resto se asocia con el H
2O para formar H
2CO
3
CO
2 + H
2O → H
2CO
3
Después, esto último se disocia en el ion bicarbonato:
H
2CO
3 → H−
CO
3 + H+